# Tokajer

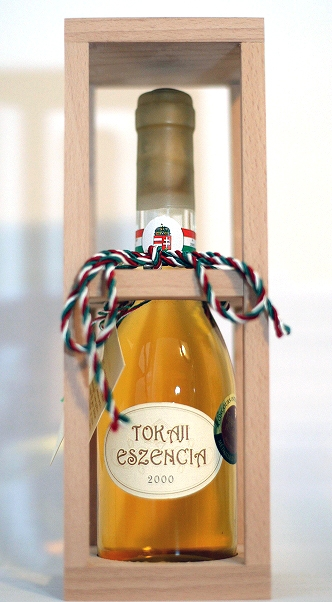
En flaska TokajiEszencia.

Tokajer är vin från vindistriktet Tokaj-Hegyalja. Vindistriktet ligger i nordöstra Ungern vid gränsen till Slovakien och upptogs 2002 på Unescos världsarvslista. Tokajregionen är mest känd för sina viner där druvor med ädelröta (botrytis) används. Man tillverkade vin här i slutet av 1500-talet. Förmodligen började man tillverka vin i regionen redan under kung Béla IV (1235–1270), eller ännu tidigare.År 1562 skall påven Pius IV (1499–1565) ha blivit bjuden på en flaska Tokaji Aszú och sagt "Summum pontificem talia vina decent!" ("Ett sådant vin hör hemma på det påvliga bordet!"). En  historia säger att det ädelrötade vinet uppfanns av en slump hösten 1631. Då gjorde den osmanska armén ett av sina många infall i regionen med följd att skörden stördes och blev förskjuten. Druvorna möglade men pressades ändå. Resultatet blev bättre än någon hade förväntat sig.

## Geografi
Tokaj-Hegyalja ligger vid Zemplénbergens sydliga del (Västra Karpaterna) som gränsar till den stora ungerska slätten. Genom vindistriktet flyter vattendragen Bodrog, Tisza, och Hernád. Dessa floder bidrar till den morgondimma som är en förutsättning för att ädelröta skall utvecklas. Med varma soliga eftermiddagar är förhållandena perfekta. Samma klimatiska omständigheter råder f.ö. i Sauternes. Dessutom består marken i Tokaj av delvis vulkanisk tuffsten, vilket också är gynnsamt.
Till vindistriktet hör förutom staden Tokaj även ytterligare 26 samhällen Abaújszántó, Bekecs, Bodrogkeresztúr, Bodrogkisfalud, Bodrogolaszi, Erdőbénye, Erdőhorváti, Golop, Hercegkút, Legyesbénye, Mád, Makkoshotyka, Mezőzombor, Monok, Olaszliszka, Rátka, Sárazsadány, Sárospatak, Sátoraljaújhely, Szegi, Szegilong, Szerencs, Tállya, Tarcal, Tolcsva och Vámosújfalu. På senare tid får även de två slovakiska byarna Kistoronya (slovakiska Malá Tŕňa) och Szőlőske (slovakiska Viničky) åter räknas till vindistriktet Tokaj-Hegyalja. Slovakien får enligt en överenskommelse 2003 sälja vin under beteckningen "Tokajsky".

## Viner
De historiska tokajervinerna blev kända från 1600-talet för att de var eftertraktade av de europeiska kungahusen, inklusive de ryska tsarerna, Franz-Joseph I, Maria Theresia, Frederick den store, Victoria I och Wilhelm II. Vinet från Tokaj nämndes också i verk av dåtidens kulturpersonligheter inklusive bl.a. Ludwig van Beethoven, Johann Wolfgang von Goethe och Voltaire. År 1733 upprättar det ryska hovet ett eget inköpskontor i staden Tokaj.
Vinerna är uteslutande vita och görs framför allt på druvorna Furmint, Hárslevelü och Muscat Blanc à Petits Grains, men även druvorna Zéta, Kövérszőlő och Kabar är godkända. Vinerna finns både som torra och söta, även om det är de söta som har gjort Tokaj känt.  
De söta botrytisangripna vinerna görs i ett antal traditionella typer: 
- tokaji szamorodni (Kan vara torr eller söt och är den enklaste typen av tokaji. Druvorna är bara delvis angripna av ädelröta.[5])
- tokaji forditás
- tokaji máslás
- tokaji aszú,
- tokaji aszú-esszencia
- tokaji esszencia (nektár)

## Tillverkning
De druvor som angripits av ädelröta skördas först och utgör den s.k. aszún. Aszún krossas lätt till en söt massa. Under tiden skördas de vanliga druvorna. Aszúmassan tillsätts sedan till den vanliga musten och söthetsgraden kan varieras beroende på hur mycket aszúmassa man tillsätter. Söthetsgraden i tokaji aszú anges traditionellt med puttonyos. En puttony är en korg som innehåller 20 till 25 kg druvor. Ju fler sådana korgar med den söta aszún man tillsatte till ett fat, desto sötare blev vinet. Numera anges puttonyos med hur mycket restsocker det finns i det färdiga vinet. För att ett vin från Tokaj skall vara gordkänt skall det lagras minst 18 månader på ekfat. Tidigare användes namnet Tokaj i både Italien och Frankrike, men det förbjöds av EU 2007. nu finns det sedan 2017 också en bestämmelse om att ett vin märkt Tokaj inte får butlejeras utanför regionen.

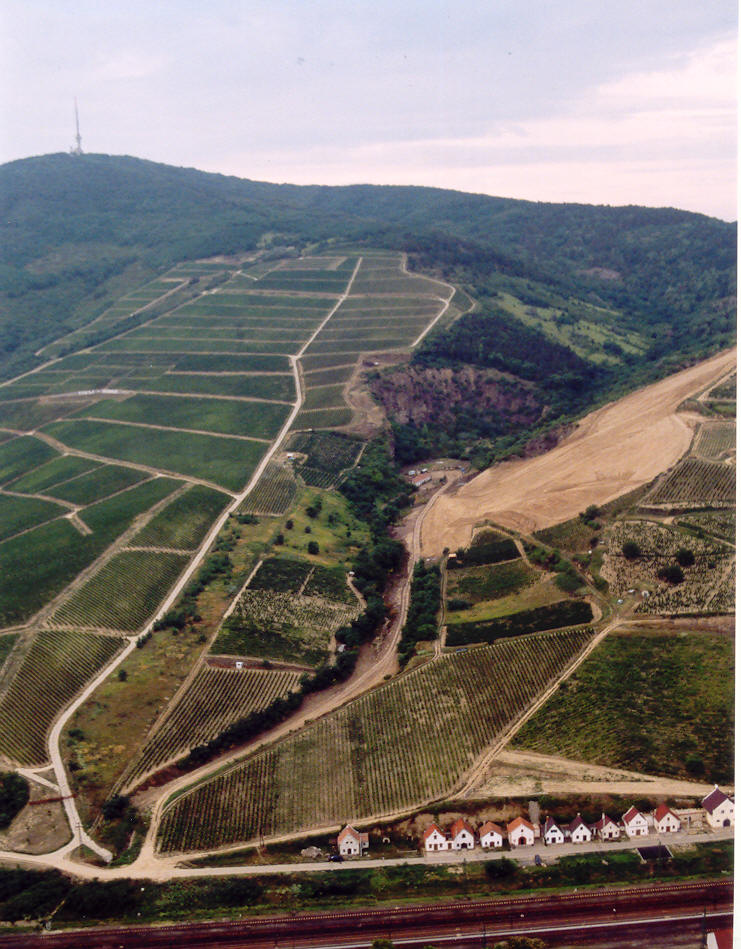
Sluttning med vin i Tokaj-Hegyalja.

## Indelning
Enligt den ungerska vinlagstiftningen gjordes förr följande indelning (togs bort 2015):
- 3 puttonyos (6–9 % restsocker)
- 4 puttonyos (9–12 % restsocker)
- 5 puttonyos (12–15 % restsocker)
- 6 puttonyos (15–18 % restsocker)

Därtill finns/fanns ytterligare två klasser:
- Tokaji Aszú Eszencia ( > 18 % restsocker, försvann dock som klass 2013)[3]
- Tokaji Eszencia (40–70 % restsocker)

Den sistnämnda är så söt att det tar flera år för den att jäsa och det färdiga vinet har ibland bara 2–5 % alkohol. Detta är normalt en för låg alkoholhalt för att få kalla något för vin, men just Tokaji Eszencia har fått ett speciellt undantag i EU:s lagstiftning för vinmarknaden.
Som jämförelse kan nämnas att sauternesviner motsvarar ungefär 4 puttonyos och de tyska och österrikiska Beerenauslese oftast 4–5 puttonyos och Trockenbeerenauslese oftast 6 puttonyos eller Aszú Eszencia.

## Produktion och anseende
Under flera decennier, från 1950-talet fram till 1990-talet, fick vinet en oftast oxiderad karaktär med inslag av nötiga aromer. Först efter 1989 har vinerna förändrat sin kvalité och dess anseende ökat, då utländska investerare hjälpt Tokaj att återfå sin plats bland världens främsta inom söta viner. De nya tillverkningsmetoderna innebär normalt att vinerna inte tillåts oxidera, vilket ger en ökad frisk fruktighet, och det är vanligt att en modern Tokaji Aszu har en arom av citrusmarmelad.  En modern Tokaji Aszu är således mer lik sauternesviner än fallet var tidigare, och detta sägs vara den ursprungliga stilen. Den mer oxiderade varianten med nötig arom tillverkas fortfarande, och är en billigare variant av vinet.
En klassisk butelj för Tokajer är en 50 cl "Svanhalsflaska".
Tokaji Eszencia anses vara ett av världens främsta (och mest ovanliga) viner.

## Bilder

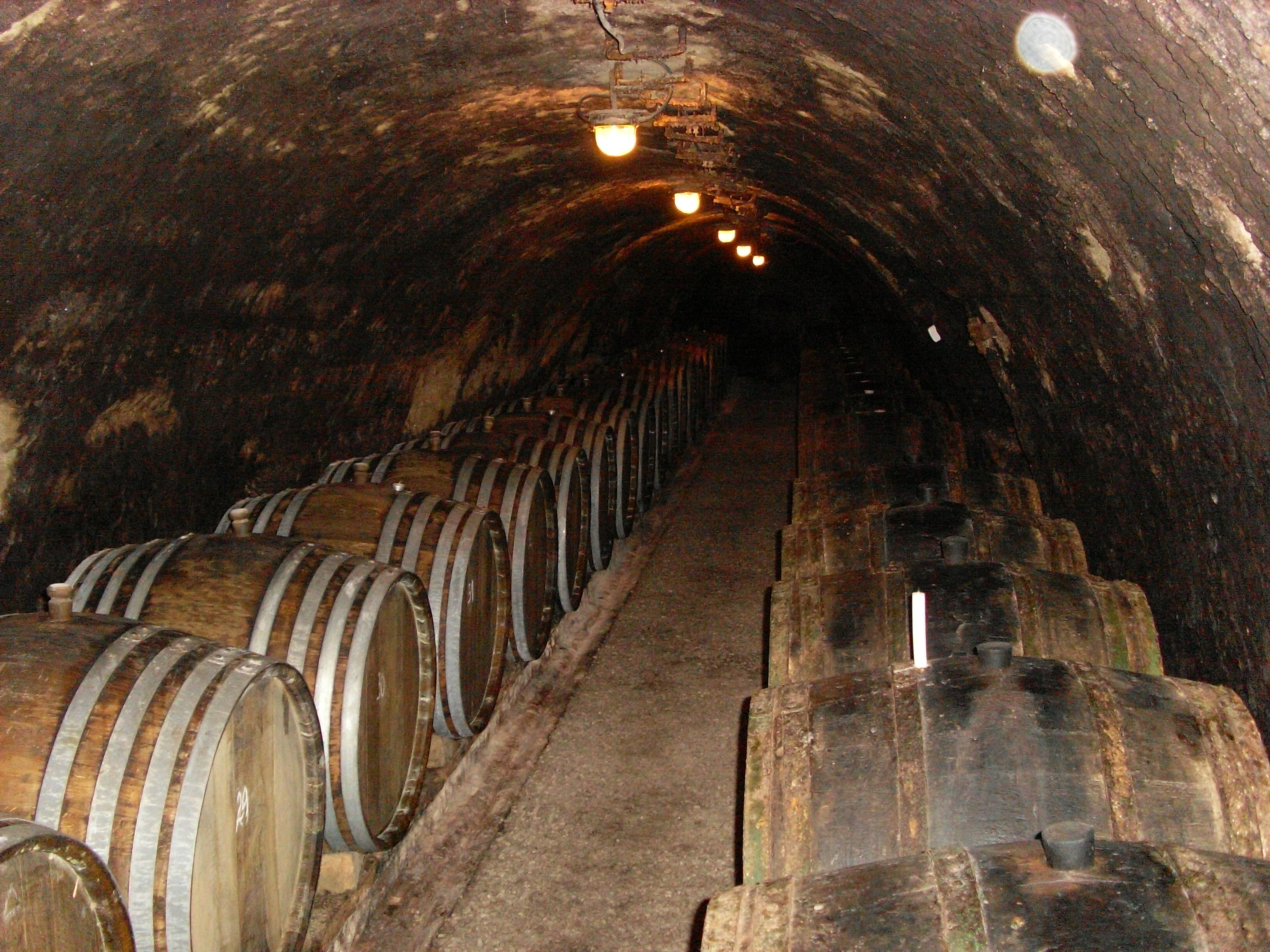
Vinkällare hos en slovakisk tokajproducent.
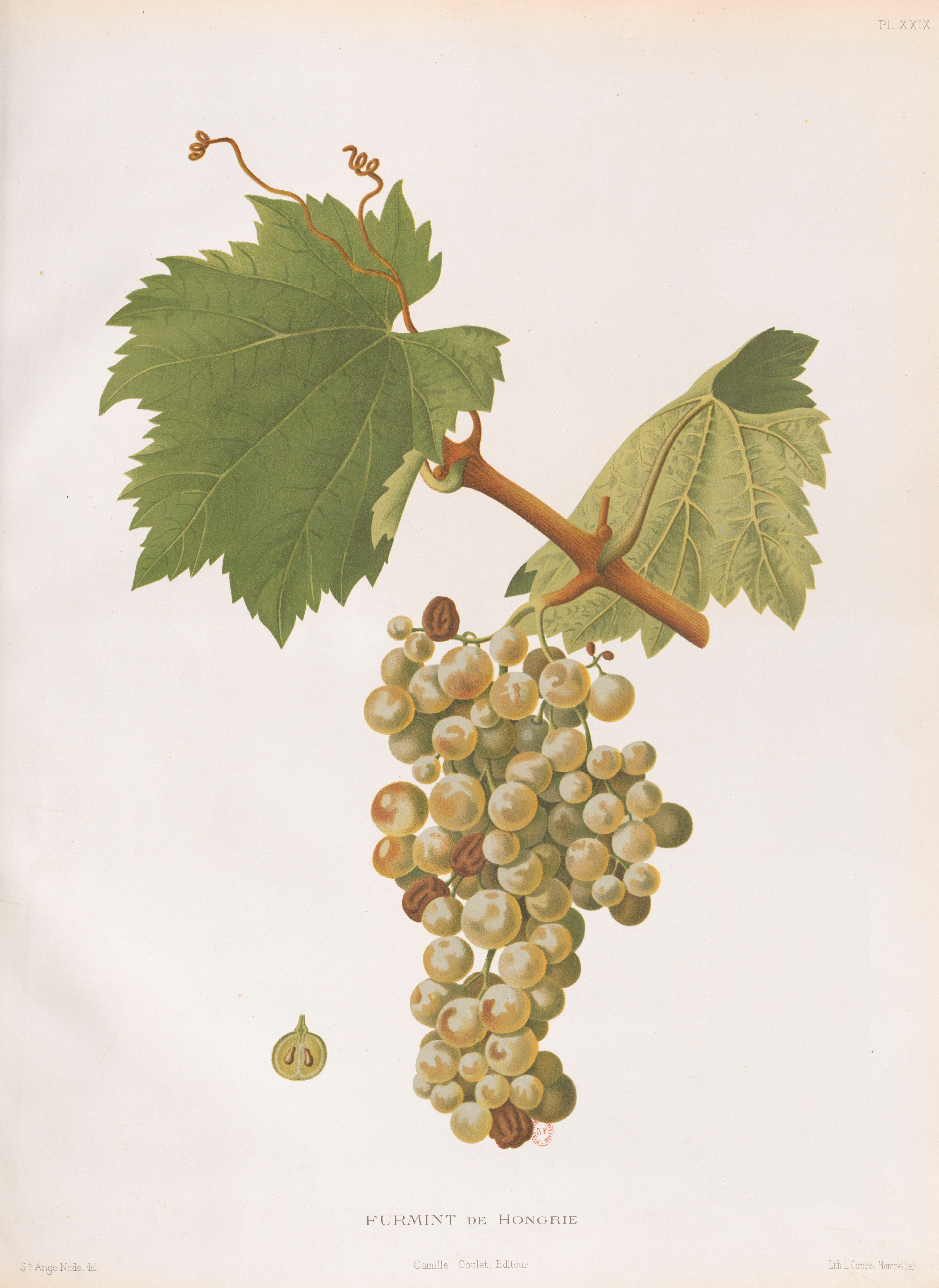
Furmint.

## Producenter
- Bodrog-Kerezúr
- Château Derezla
- István Szepsy (Mád)
- Oremus
- St Stephan's Crown
- Tarcel
- Zoltan Demeter